# Spengler Cup 1988
Der Spengler Cup 1988 (französisch Coupe Spengler 1988) war die 62. Auflage des gleichnamigen Wettbewerbs und fand vom 26. bis 31. Dezember 1988 im Schweizer Luftkurort Davos statt. Als Spielstätte fungierte das dortige Eisstadion.
Es siegten die USA Selects, die durch einen deutlichen 8:1-Sieg über das Team Canada im rein nordamerikanischen Duell erstmals das Turnier gewannen. Bereits in der Qualifikation hatten sie die Kanadier mit 8:3 klar besiegt. Für die US-amerikanische Verbandsauswahl, die analog zum Team Canada aus Legionären und Collegespielern zusammengestellt wurde, war es der einzige Erfolge beim Spengler Cup bei ihrer ersten von nur zwei Teilnahmen. Der Russe Sergei Prjachin war mit neun Scorerpunkten, darunter zwei Tore, erfolgreichster Akteur des Turniers.

## Modus
Die fünf teilnehmenden Teams spielten zunächst in einer Einfachrunde im Modus «jeder gegen jeden», so dass jede Mannschaft vier Spiele bestritt. Die beiden punktbesten Mannschaften nach Abschluss der zehn Qualifikationsspiele ermittelten schliesslich in einer zusätzlichen Partie den Turniersieger.

## Turnierverlauf

### Qualifikation
| Dezember 1988 | Krylja Sowetow Moskau | 4:5 n. V. (1:2, 1:2, 2:0, 0:1) | Team Canada | Eisstadion, Davos |

| Dezember 1988 | HC Davos | 5:6 (2:1, 2:1, 1:4) | USA Selects | Eisstadion, Davos |

| Dezember 1988 | HC Davos | 4:3 (1:1, 3:0, 0:2) | VSŽ Košice | Eisstadion, Davos |

| Dezember 1988 | USA Selects | 4:8 (1:2, 2:3, 1:3) | Krylja Sowetow Moskau | Eisstadion, Davos |

| Dezember 1988 | Team Canada | 3:8 (1:2, 0:2, 2:4) | USA Selects | Eisstadion, Davos |

| Dezember 1988 | Krylja Sowetow Moskau | 2:5 (1:2, 0:1, 1:2) | VSŽ Košice | Eisstadion, Davos |

| Dezember 1988 | HC Davos | 2:4 (0:1, 2:1, 0:2) | Krylja Sowetow Moskau | Eisstadion, Davos |

| Dezember 1988 | Team Canada | 9:1 (1:1, 6:0, 2:0) | VSŽ Košice | Eisstadion, Davos |

| Dezember 1988 | USA Selects | 3:2 n. P. (0:1, 2:1, 0:0, 0:0, 1:0) | VSŽ Košice | Eisstadion, Davos |

| Dezember 1988 | HC Davos | 5:6 n. V. (3:1, 1:1, 1:3, 0:1) | Team Canada | Eisstadion, Davos |

| Pl. |                       | Sp | S | N | Tore  | Punkte |
| --- | --------------------- | -- | - | - | ----- | ------ |
| 1.  | USA Selects           | 4  | 3 | 1 | 21:18 | 6:2    |
| 2.  | Team Canada           | 4  | 3 | 1 | 23:18 | 6:2    |
| 3.  | Krylja Sowetow Moskau | 4  | 2 | 2 | 18:16 | 4:4    |
| 4.  | HC Davos              | 4  | 1 | 3 | 16:19 | 2:6    |
| 5.  | VSŽ Košice            | 4  | 1 | 3 | 11:18 | 2:6    |

### Final
| 31. Dezember 1988 12:00 Uhr | USA Selects | 8:1 (2:0, 2:0, 4:1) | Team Canada | Eisstadion, Davos |

## All-Star-Team
| Angriff:      | Sergei Prjachin – Iwan Awdejew – Corey Millen |
| Verteidigung: | Jayson Mayer – Peter Slanina                  |
| Tor:          | Mike Sands                                    |